# Jean-Jacques Lartigue
Pour les articles homonymes, voir Lartigue.
Jean-Jacques Lartigue (20 juin 1777 à Montréal - 19 avril 1840 à Montréal) est un ecclésiastique canadien qui joue un grand rôle politique lors de la rébellion des Patriotes.

## Biographie
Il est né d’un père français et d'une mère canadienne, Marie-Charlotte Cherrier. Par sa mère, il est le cousin de Louis-Joseph Papineau et de Denis-Benjamin Viger. 
Il est désigné évêque auxiliaire de Montréal (en 1821) et premier évêque de Montréal en 1836. Il ordonne la construction de la cathédrale Saint-Jacques de Montréal. 
Politiquement, les prises de position de Lartigue s'appuient sur l'encyclique Cum Primum (de) et Mirari vos de Grégoire XVI, publiées en 1832, qui recommandemt l'obéissance aux autorités civiles, s'adressant particulièrement aux enthousiastes de la rébellion des Patriotes. Lartigue affirme à cet effet dans une lettre pastorale datée du 29 octobre 1837 qu'un catholique n'épaulant pas un régime établi est un renégat.